# 母權
母權或母權制（英語： 或 ）指的是一種以女性為中心的社會型態，其領導權由女性，尤其是由社群中的母親所掌握。
目前仍未發現任何明確的母權社會，即使有許多社會已証實為母系社會、母主社會（matrilocal residence）與從舅居社會（Avunculism），特別是在亞洲與非洲的原住民社會，例如米南佳保人、摩梭人、柏柏爾人或圖瓦雷克人，以及歐洲的巴斯克人與撒丁人。強大的從母居（matrilocal）社會有時稱為母主社會，而且關於母主與母權這兩個稱呼的界線，有著某些爭論。請注意即使在男嗣優先繼承（male-preference primogeniture）的父權社會，偶而也會出現女性君主，例如英國的伊莉莎白一世或維多利亞女王。
依據《劍橋古代史》：「各地普遍存在著最高地位女神的現象，可能或多或少反映著埃蘭文明的每個時代都實行母權的這項特色」。埃蘭是伊朗的第一個高級文化，連同蘇美人，被認定是古代歷史中最高度發展的社會之一。
在19世紀的學術圈，假定母權代表著人類發展的一個早期階段——大多已在史前時代消失了，除了在某些「原始」社會當中——而且在以前相當普遍。這個假定一直延續到20世紀，而且在女性主義特別是在第二波女性主義的脈絡下獲得顯著進展，但如今這個假定已大多受到質疑。
然而，某些學者與考古學家，例如瑪利亞·金布塔斯與 描述他們對於「以女性為中心」社會的概念，這是圍繞在史前時代與古代文明的地母神崇拜，他們運用了「教母」(matristic)這個術語，來展現這種母親形象的影響力或主導性。這個「以女性為中心」社會的概念也由19世紀知名的考古學家约翰·雅各布·巴霍芬所證實，他的三巨冊《神話、宗教與母權》影響了幾位古典學家，例如 、阿瑟·埃文斯、 與 。

## 名詞釋義

### 詞源
英文的母權（matriarchy）這個字，是對應於父權這個字（patriarchy）而創的，字源是希臘文的[[[:wikt:μήτηρ|matēr]]] 错误：{{Lang}}：指定的書寫系統標籤是拉丁字母，但文本第 9 個字元「μ」不是拉丁字母。（帮助）（母親）與（治理）。根據牛津英語詞典，matriarchy 這個字是在1885年首次獲得證實，依據先前的「女家長」（matriarch）這個字，與17世紀初已經採用的「父家長」或「族長」（patriarch）這個字構成了類比。兩相比較，（女性當政）這個字自從17世紀就已有人使用，這是依據希臘文，這可在亞里斯多德與普魯塔克作品中見到。
近似的同義詞「母主」（matrifocal）與「以母親為中心」（matricentric），指稱有一位母親擔任家庭或家戶的家長，則是更晚近所創的字詞，最早在20世紀中期使用。「母權」（matriarchy）可以被理解為一種公用構詞（public formation），其中女性在家庭（社會的基本構成分子）佔有統治地位。有些作者將母子成對關係視為人類群體的核心，在這個群體中，祖母是居於核心的女祖先，她的孩子及孫子們圍繞在她的擴展家庭之中。
在20世紀的其他類似構詞是「以女性為中心」(gynocentric)、「女性中心主義」（gynocentrism）（在英文可使用簡化的前綴詞來代替），這是指「女性支配或完全聚焦於女性」，這是男性中心主義（androcentrism）的反義詞。
最近由Heide Göttner-Abendroth 所領導的「母權研究」學派（Matriarchal Studies）呼籲對母權這個術語提出更具包容性的定義。 將「現代母權研究」界定為「對於非父權社會的調查和再現」，有效地將「母權」界定為「非父權」。佩姬·珊黛（Peggy Reeves Sanday 2004）也提出類似的主張，支持重新界定並重新引進「母權」這個術語，特別是用在當代母系社會，例如米南佳保人。
對於古代近東地區具有母權的這種主張，也見諸於《劍橋古代史》(1975)：「各地普遍存在著最高地位女神的現象，可能或多或少反映著埃蘭文明的每個時代都實行母權的這項特色」。

### 與母主社會的比較
由於對「母權」這個術語缺乏一個明確且一致的定義，有一些人類學家們開始使用「母主」（matrifocality）這個術語。母主是指在某些社會之中，婦女，尤其是母親，佔據一個中心位置，而且這個術語並不必然意味由女性或母親治理。人類學家史密斯（R. L. Smith 2002），將「母主」視為社會體系的一種親屬結構，在那裡母親具有結構上的突出地位。在印度南部喀拉拉邦的奈爾人社群，以及图卢纳德的邦特人社群，是母主社會的一個典型例子。這可歸因於一項事實，這個社群擔任的職業是戰士，注定要失去許多年輕的男性成員，從而導致由女性承擔家庭運作的角色的這種情況。有些人認為「母主」這個術語是一種委婉詞語，並不是類似於父權，無法採取相同方式重新定義。
儘管許多母系社會或從母舅居社會的存在是無庸置疑的，但是從1970年代以來，學者認定並不存在著母權社會，而是更強烈感覺某些社會是父權社會。1974年瓊·班柏格（Joan Bamberger）在她的《母權神話》一書，主張在歷史記錄中，並沒有關於女性在任何社會具有主導地位的可靠證據。人類學家唐納德·布朗（Donald Brown）所提出的「人類文化普同性」（普世文化通則）（目前的所有人類社會都具有的特徵）的列表中，也包括男性是公共政治事務的「主導成分」(Brown 1991, p. 137)，他主張這是當代主流人類學的看法。

## 母權概念的歷史

### 神話當中的母權

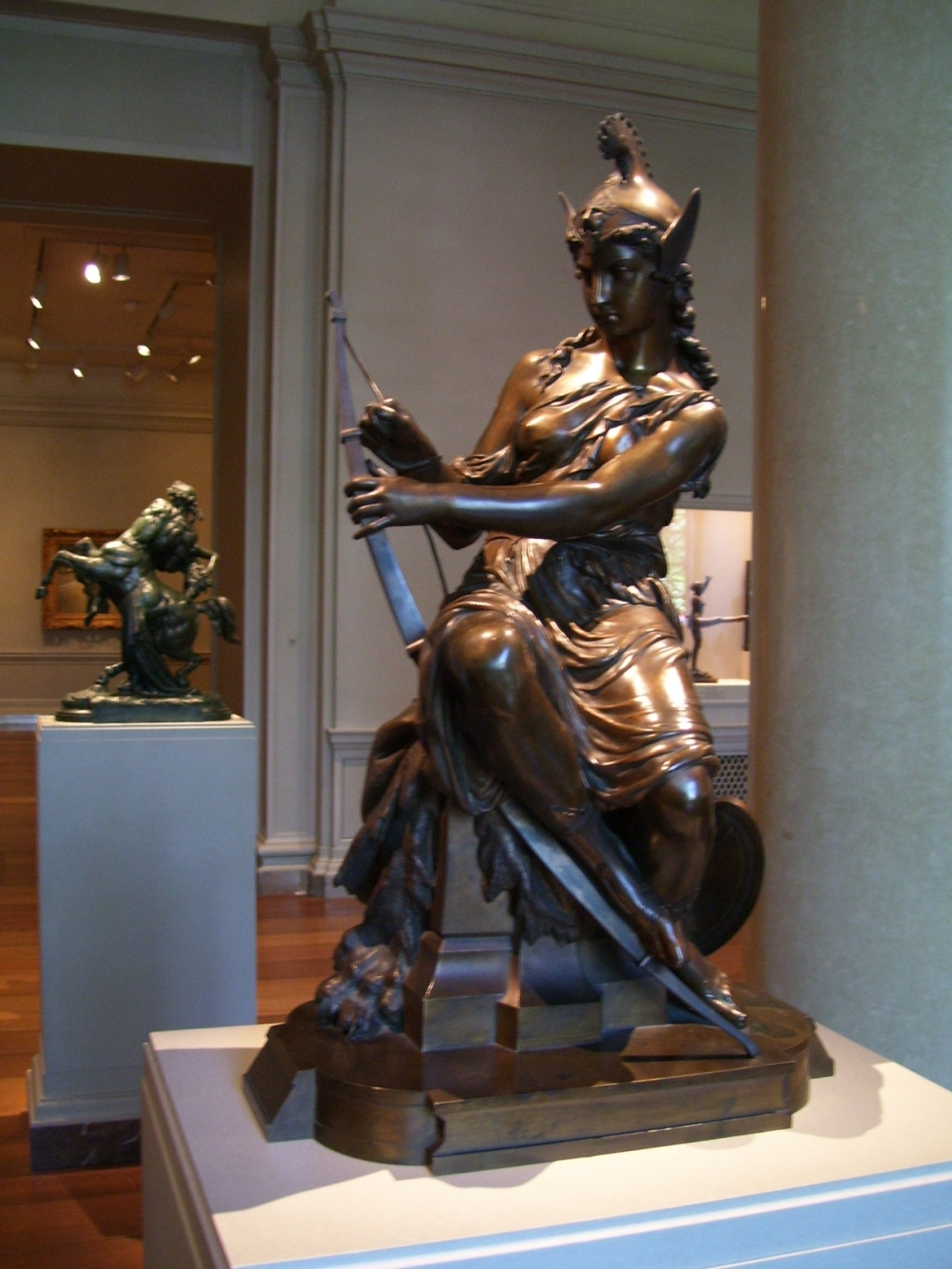
準備戰鬥的亞馬遜人女戰士

由古典希臘作家所撰述的，關於母權的著名經典傳奇是亞馬遜人社會。希羅多德報導說，薩爾馬提亞人是亞馬遜人和斯基泰人的後裔，他們的女性曾看到自己古老的母系風俗習慣，「經常騎馬與她們的丈夫狩獵，在戰爭時衝鋒陷陣，並與男子穿同樣的衣服」。此外，希羅多德說：「女孩必須在戰場中殺掉一個人之後，才可以結婚」。在希羅多德所講述的這個故事中，一群亞馬遜人橫渡亞速海進入斯基泰附近的海岸地區（現在克里米亞的東南部）。在學會斯基泰人的語言後，他們同意與斯基泰人通婚，但條件是他們不須依循斯基泰人女性的風俗。據希羅多德記載，這個群體向東北方向移動，定居在距離頓河更遠之處，並成為薩爾馬提亞人的祖先。
亞馬遜人因此在羅馬歷史學裡扮演一個角色。凱撒提醒參議院，運用薩爾馬提亞人與亞馬遜人來征服亞洲的大部分地區。亞馬遜人成功突襲呂基亞和奇里乞亞，這與呂底亞騎兵有效抵抗這些入侵者成了一個對比。狄奧多羅斯講述海克力斯在特彌斯庫拉（Themiscyre）戰勝亞馬遜人的故事。腓勒司多斯描寫亞馬遜人住在托魯斯山脈地區，阿米阿努斯·馬爾切利努斯描寫他們住在塔奈斯河東邊，鄰近奄蔡的地方。普羅科匹厄斯描寫他們住在高加索地區。雖然斯特拉波對於亞馬遜人的歷史真實性存疑，但在整個古典時代晚期，亞馬遜人往往繼續被視為歷史人物。有幾位教父發言表示亞馬遜人彷如真正的一群人。加伊乌斯·朱利叶斯·索利努斯支持老普林尼的論述。在奧勒良的統治時期，所俘虜的哥特人婦女被確認為亞馬遜人。查士丁的論述深具影響力，並成為保卢斯·奥罗修斯著作的來源，他的書持續在歐洲中世紀受到閱讀。中世紀作家持續了前人的傳統，繼續將亞馬遜人定位在北方，不來梅的亞當將他們居住的位置定位在波羅的海，保羅·迭肯則把他們定位在日耳曼尼亞的核心地帶。歷史學家羅納德·赫頓主張，在女神崇拜與社會或法律平權的相對程度之間並沒有必然關連，指出在希臘的古典時代晚期和古代羅馬宗教中，女神發揮了重要作用。他並未分析從這些早期的神話至今的各種變遷，但是，晚期的古典神話主要以男神為主。赫頓也指出，在更晚近的歐洲，17世紀西班牙哈布斯堡王朝的許多宗教機構工作人員完全由女性擔任。

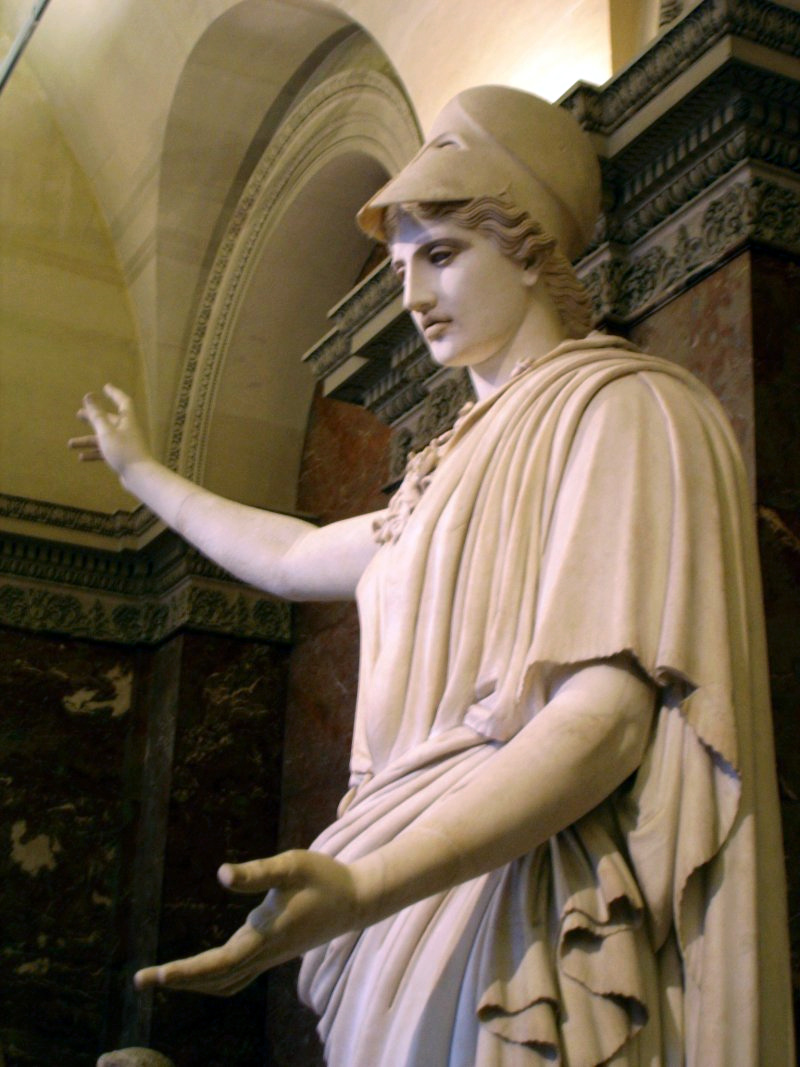
位於羅浮宫的雅典娜雕像

在古希臘神話中，傳說宙斯吞下了他懷孕中的妻子，當時懷著女兒雅典娜的女神墨提斯。這個母親和孩子在宙斯體內造成嚴重的破壞。宙斯之所以吞下墨提斯是由於祖母蓋婭所預言的神諭，如果墨提斯生下男孩，那麼他將推翻自己的父親。在宙斯經歷劇烈不適和可怕的頭痛之後，赫淮斯托斯或赫耳墨斯劈開他的顱骨，讓穿著全身戰鬥盔甲的雅典娜，從他的前額爆裂出來，此後雅典娜被形容為宙斯「所生」。宙斯在雅典娜出生後，對這個結果感到高興，因為兒子將會超越他的這個神諭並沒有成真。
羅伯特·格雷夫斯認為，這個神話取代了一些早期神話，其中雅典娜和她的母親存在於既有的宗教信仰，在一場以父權取代母權的重大文化變遷發生時，這些信仰必須要改變，從象徵角度來解釋這個變遷。
班貝格（Bamberger 1974）研究幾個來自南美文化的母系神話，並下結論說，把來自母權時代的女性描寫成邪惡，往往是為了抑制當代女性。

### 19世紀
母權首先是由法國人拉菲托（1681–1746）所發現，他將母權命名為。母權在19世紀由巴霍芬所認定（他著有《母權論》），並由美國人路易斯·亨利·摩爾根深入研究。此後有許多研究者探討母權現象，但基礎是由古典社會學所奠立。巴霍芬和摩根在他們的作品運用了一些詞語來表現，例如母親權利（mother-right）、女性統治（female rule）、女性當政（gyneocracy）、女性權威（female authority）。所有這些術語的意思是相同的：由女性（母親或妻子）治理。
以下摘錄摩爾根的《古代社會》片段，這將會解釋這個術語的用法：
「在一本偉大的研究作品中，巴霍芬收集並討論了關於女性權威、母親權利與女性統治（也就是女性當政）的證據。」
「共有土地和聯合耕作將導致建立佃農聯合房屋和共有主義的生活；因此女性當政似乎有必要為它而創造，從女方線路追溯繼嗣。婦女因此盤踞在大型家戶中，從共有的倉庫取得食物供應，其中她們自己的氏族在數量上佔絕大優勢的情況下，會產生母權和女性當政的現象，這是巴霍芬透過歷史和傳統殘留片段的協助，已檢測和追踪到的。」
雖然巴霍芬和摩爾根將「母親權力」侷限在家戶裡面，但這是女性對整個社會產生影響的基礎。這些古典學者從來沒有想過女性當政可能意指「女性政府」的政體。他們都知道一個事實，政府的性別結構跟家戶治理沒有關係，也跟男女兩性的角色無關。
弗里德里希·恩格斯，連同其他參與歷史研究群的學者，形成了一個概念，即一些當代原始社會的人群未能掌握性交和懷孕之間的關聯。研究顯示，性行為從年紀很輕的時候即已發生，但懷孕只有到很久以後才發生，看起來似乎與性交無關。他建議，根據這個假說，這些文化沒有明確的親本概念。婦女神秘地生下孩子，沒有必要連結到跟她們發生性關係的那個男人或一群男人。根據這個假說，在落實親本概念時，男人採取行動要求取得權力以壟斷女人，並主張他們的子嗣歸他所有，父權制從此開始。
圍繞在關於史前時代或「原初」母系社會的爭論，始於巴霍芬在1861年出版的《母親權力：對於古代世界母權的宗教和司法性質的調查》（Mother Right: An Investigation of the Religious and Juridical Character of Matriarchy in the Ancient World）。接下來有數個世代的民族學家受到他虛構的古代母權演化理論所激發。追隨他和珍·愛倫·哈里遜的數個世代學者，往往從已知的神話或口頭傳統進行爭論，並檢視新石器時代的女性教派偶像，指出許多古代社會可能曾經是母權，或者在我們所知的古代文化之前，廣泛存在著一個母權社會。

### 20世紀
在1914-1918年，來自倫敦政治經濟學院的民族誌研究者布朗尼斯勞·馬凌諾斯基在美拉尼西亞西半部的超布連群島，生活在當地原住民之中，並研究他們的社會。在他的著作《西太平洋的航海者》馬凌諾斯基指出這座島嶼社會的母系繼嗣構造，以及較高的女性地位：
「他們的親屬體系是母系繼嗣的，而且女性享有極佳的地位，並行使很大的影響力」。 （第一章）
「超布連島民是母系繼嗣的，換言之，在追溯繼嗣和解決繼承方面，他們依循母系這條線路。一個孩子屬於其母親的氏族和村落社群，而且財富與社會地位的繼承，並不是從父親傳給兒子，而是從母舅傳給姪子」。（第二章）
「關於親屬關係，主要必須記得的是，這群原住民是母系繼嗣的，而且階級的繼承，在所有社會群體中的成員資格，以及財產繼承，都是由母親的線路傳下來」
。（第二章）
財產權是在這條母親線路之內傳承的：「村落樹林的樹木所有權，以及園圃土地的所有權，是由父親在世時讓給兒子管理。等到父親去世時，這些所有權往往要歸還他的合法繼承人，就是他姐妹的孩子」。（第二章）
在那個社會，男子對女子及她們的親屬具有終身的工作義務：「他們每個男人終其一生都具有為女性親人及其家人工作的義務。當一個男孩開始耕作園圃，他是為母親工作。當他的姐妹長大結婚，他為她們工作。如果他既沒有母親也沒有姐妹，關係最近的女性血親會來主張取得他的勞動收益」。（第六章）
馬凌諾斯基（透過研究西太平洋的幾個不同部族，他們代表著人類歷史的某個階段；比較研究法在民族誌研究中相當盛行）確認了摩爾根的想法，母權（女性當政）是早期原始社會的共同特徵，而女性統治需要母系繼嗣制度來維持其存在。馬凌諾斯基也證實，母系繼嗣制度往往伴隨著雜亂的自由愛情。（這是由巴霍芬所發現的）。
奧地利作家柏莎·迪納，她的美國筆名為海倫·迪納（Helen Diner），《母親和亞馬遜人》（Mothers and Amazons）（1930），這本書被視為第一本專注於女性文化史的作品。她被認定為女性主義母權研究的古典人物。她認為過去所有的人類社會都是母權的，然後，在某些時間點，大部分轉變為父權制並衰落。
這場爭論在羅伯特·格雷夫斯出版《白女神》（1948）以及他後來對於古典希臘神話與更早的殘存神話的分析，被進一步加強，這些神話在希臘文明宗教的極早歷史時代中發生一場深遠變化後，已被改寫。
從1950年代，立陶宛裔美國考古學家瑪莉札·金布塔斯發展了一套具有母權特質的新石器時代歐洲的「古代歐洲文化」理論，這個文化後來隨著在青銅時代開始的印歐語系傳播，而由原始印歐語-歐洲人的父權制所取代。
從1970年代開始，這些概念就由第二波女性主義（second-wave feminism）的流行作家所採用，並且隨著瑪格麗特·穆瑞關於巫術的臆想，藉由女神運動與威卡教，以及伊麗莎白·戴維斯（Elizabeth Gould Davis）、艾斯勒（Riane Eisler）與墨琳·史東（Merlin Stone）等人的作品，而逐漸擴散。這個在新石器時代的母權黃金時代的概念，已被指責為女性主義者一廂情願對於「父權制的必然性」、「為什麼男人統治」的思維，最近由菲利普·戴維斯所寫的《女神揭密》（Goddess Unmasked）（1998）以及蒙特克萊爾州立大學教授辛西婭·埃勒（Cynthia Eller）《母權史前時代的神話》（2000）。據埃勒表示，金布塔斯大部分藉由檢視東歐文化，來建構一套「歷史上的母權文化」，埃勒表示，總體上來說，東歐文化從未具有任何類似於金布塔斯與葛雷夫斯所提議的這種毫無根據的普遍母權。她主張，在晚近（歷史）時代「確實有文獻記載的原始社會」中，父親從未被忽略，女神所具有的神聖地位不會自動增進女性的社會地位，她並相信這確定了「烏托邦式的母權」僅僅是一種反女性主義（antifeminism）的倒置。這個女性主義者的「新石器時代母權」情節已受到質疑，而且並未在第三波女性主義受到強調。
然而，金布塔斯所認定的，新石器時代社會比青銅時代印歐人和閃米特人更為平權的原始證據依然有效。金布塔斯本人也沒有將這些社會描寫成「母權」，她偏好使用「以女人為中心」或「教母」這個詞。德爾喬治（Del Giorgio）在《歷史最悠久的歐洲人》（The Oldest Europeans）（2006）堅持舊石器時代社會是母主、從妻居、母系繼嗣的。庫爾特德榮斯（Kurt Derungs）是一位非學術作家，鼓吹「地景人類學」，這植基於從地名和民間傳說所斷言的母權痕跡。
支持「當代女權研究」思想學派的女性主義作家認為任何非父系的社會型態，都落在她們的研究領域中，包括所有母系社會、從妻居社會與從舅居社會，無論這些討論內容針對「母主」議題的程度多寡。

## 人類以外生物的母權社會組織
有許多生物具有母權社會，包括下列幾種，但不限定於這些生物（又女性主義批判的家長制，亦於這些物種中存在）：
- 螞蟻：「螞蟻的社會行為是昆蟲世界中最複雜的也受到最多研究的，這圍繞在一個母權佔絕大優勢的社會，由三個層級所構成。在任何一個螞蟻巢穴的核心是后蟻（或譯雌蟻），牠是有翅膀的、有繁殖能力的雌性，負責產下這個巢穴的所有蟻卵。沒有繁殖能力的雌性稱為工蟻，負責搜集食物、保護這個巢穴與后蟻，並照料幼蟲與蛹。雄蟻是有翅膀的，便於分散到各地，牠與新的后蟻同時孵化，唯一目的就是讓后蟻受精，雄蟻不久之後就死亡」。[32]
- 蜂族[33]
- 原牛
- 美洲野牛屬
- 倭黑猩猩（巴諾布猿）
- 亞洲象[34]
- 普通非洲象[35]
- 虎鯨：「虎鯨生活在母權社群中。雌性的壽命比雄性長上許多，因此雌性虎鯨具有更多對於群體生存有價值的經驗」[36]
- 斑鬣狗
- 裸鼴鼠（Naked Mole Rat）
- 白蟻
- 非洲水牛[37]
- 鮟鱇魚

母權動物的定義並不統一，由雄性負責育兒或群體領導以雌性為主，雌性團結或競爭等性質類別都有可能被歸類為某種程度的母權動物。

## 引用文獻
1. ↑  'Matriarchy', Encyclopædia Britannica, 2007.
2. ↑  Steven Goldberg, The Inevitability of Patriarchy, (William Morrow & Company, 1973).
3. ↑  Joan Bamberger,'The Myth of Matriarchy: Why Men Rule in Primitive Society', in M Rosaldo and L Lamphere, Women, Culture, and Society, (Stanford, California: Stanford University Press, 1974), pp. 263-280.
4. ↑  Donald E. Brown, Human Universals （页面存档备份，存于） (Philadelphia: Temple University Press), 1991.
5. ↑  Steven Goldberg, Why Men Rule, (Chicago, Illinois: Open Court Publishing Company, 1993).
6. ↑  Cynthia Eller, The Myth of Matriarchal Prehistory: Why an Invented Past Won't Give Women a Future, (Boston: Beacon Press, 2001). （页面存档备份，存于）
7. ↑  Jonathan Marks, 'Essay 8: Primate Behavior', in The Un-Textbook of Biological Anthropology, (Unpublished, 2007), p. 11.
8. ↑  《大英百科全書》列出將母權社會視為一種假設性的社會體系，它將這個看法視為「共識」。'Matriarchy' Encyclopædia Britannica, 2007."
9. ↑  .   [2010-11-11]. （原始内容存档于2021-03-22）.
10. ↑  LA FAMIGLIA E LA DONNA IN SARDEGNA ANNOTAZIONI DI STUDIO,  （页面存档备份，存于） 2005, vol. 71, no3, pp. 487-498 [12 page(s) (article)] (dissem.)
11. ↑  Sardegna matriarcale , .   [2010-11-03]. （原始内容存档于2010-01-09）. (in italian language)
12. ↑  pg=RA1-PA400&lpg=RA1-PA400&dq=pinikir+elam+matriarchy&source=bl&ots=f-_I4x7lfF&sig=nxE0eb-3ITTlR8jQXO3YOFiTtRQ&hl=pt-BR&ei=2v9ES-SZIYT34AaGstmqCA&sa=X&oi=book_result&ct=result&resnum=1&ved=0CAoQ6AEwAA#v=onepage&q=matriarchy&f=false The Cambrigde ancient history, Volumes 1-4, p.400
13. ↑  African presence in early Asia, p.25
14. ↑  「這種將母權視為文化發展的其中一個階段的看法，如今已普遍受到質疑。更進一步，當代人類學家與社會學家的共識是，一種嚴格定義的母權社會從未存在」。'Matriarchy', Encyclopædia Britannica, 2007.
15. ↑  Riane Eisler 的存檔，存档日期2010-02-02.
16. ↑  https://books.google.com.br/books?id=3qhQuWPNUckC&printsec=frontcover&dq=bachofen&hl=pt-BR&ei=NEFQTMugHsT68AbzvImIAQ&sa=X&oi=book_result&ct=result&resnum=1&ved=0CCgQ6AEwAA#v=onepage&q&f=true （页面存档备份，存于）
17. ↑  .   [2010-11-12]. （原始内容存档于2015-02-07）.
18. ↑  http://www.perseus.tufts.edu/cgi-bin/ptext?doc=Perseus%3Atext%3A1999.04.0058%3Aentry%3D%237148
19. ↑  http://www.perseus.tufts.edu/cgi-bin/ptext?doc=Perseus%3Atext%3A1999.04.0057%3Aentry%3D%2323035
20. ↑  Rosemary Radford Ruether. . : p. 18  [2010-11-12]. （原始内容存档于2015-02-07）.
21. ↑  Introduction （页面存档备份，存于） to the "Second World Congress on Matriarchal Studies"
22. ↑  .   [2010-11-12]. （原始内容存档于2017-03-24）.
23. 1 2  Smith R.T. (2002) Matrifocality, in International encyclopedia of the social and behavioral sciences (eds) Smelser & Baltes, vol 14, pp 9416.
24. ↑  Strabo 5.504; Nicholas Damascenus.
25. ↑  Claudianus.
26. ↑  F. A. Ukert, Die Amazonen, Abhandlungen der philosophisch-philologischen Classe der Königlich Bayerischen Akademie der Wissenschaften (1849), 63.
27. ↑  .   [2010-11-21]. （原始内容存档于2016-08-15）.
28. ↑  "Argonauts Of The Western Pacific"
29. ↑  以下引自馬凌諾斯基《西太平洋的航海者》|quote=如同一項規則，在當地土著當中，女性的較高地位關聯到性生活放縱。

[南馬辛部族]：這些土著的性生活非常放縱。即使當我們記得在紐幾內亞的美拉尼西亞某些部族具有很自由的性道德標準，如莫圖人（Motu）或馬伊魯人（Mailu），我們依然發現這些土著在這些方面極度放縱。在其他部族往往具有的若干矜持保留和外表掩飾，在這裡完全拋棄。由於可能是許多性道德放縱的社群的情況，完全沒有不自然行為和性變態。婚姻是一個長期和持久聯繫所產生的自然結果。

[超布連島人]： ...他們的性生活早在青春期到來之前很久就已開始，並隨著身體的成熟而逐步塑型與發展...貞操是這些土著未能知曉的德性。在一個令人難以置信的很小的年紀，他們就展開性生活...當他們長大後，他們生活在雜亂的自由戀愛中，並逐漸發展成為更長期的依附情感...婚姻幾乎沒有關聯到任何公開或私下的儀式或典禮。女人只是加入她丈夫的家中...在她的婚姻生活，女人被認定應該忠實於她的丈夫，但這個規則既沒有被非常嚴格的遵守，也不具強制力。在所有其他方面，她仍保留相當大的獨立。
30. ↑  Helen Diner  （页面存档备份，存于） Who wrote Mothers and Amazons (1930), entry at the Brooklyn Museum Dinner Party database of notable women. Retrieved March 2008.
31. ↑  第一屆世界女權研究會議[永久]於2003年在盧森堡召開；這個會議受到盧森堡女性事務部長Marie-Josée Jacobs（英语：Marie-Josée Jacobs）所贊助，並由德國女權學者Heide Goettner-Abendroth（英语：Heide Goettner-Abendroth）主辦。第二屆會議在美國德州召開，由贊助，同樣由主辦。
32. ↑   （页面存档备份，存于） Kelly, Feders, Davidson
33. ↑   （页面存档备份，存于） Boston University Bee Keepers
34. ↑  Sukumar, 2006
35. ↑  Shorrocks, 2007 p. 96
36. ↑   （页面存档备份，存于） Animal Planet's "A Man Among Orcas," Season 4
37. ↑   （页面存档备份，存于） Animal PLanet's "Buffalo Warrior," Season 6

- Bamberger, Joan. (1974). '"The Myth of Matriarchy: Why Men Rule in Primitive Society," （页面存档备份，存于） in Woman, Culture, and Society, edited by Michelle Zimbalist Rosaldo and Louise Lamphere, pp. 263–280. Stanford, California: Stanford University Press.
- Brown, Donald. (1991). Human Universals. Philadelphia: Temple University Press
- Czaplicka, Marie Antoinette（英语：Marie Antoinette Czaplicka）. (1914).  Aboriginal Siberia, a study in social anthropology.  Oxford.  Clarendon Press.
- Davis, Philip, Goddess Unmasked, Spence Publishing, New York, 1998. ISBN 0-9653208-9-8; review （页面存档备份，存于）: R. Sheaffer, Skeptical Inquirer (1999)
- del Giorgio, J.F. (2006). The Oldest Europeans. A.J.Place, ISBN 978-980-6898-00-4.
- Eller, Cynthia（英语：Cynthia Eller） (2001). The Myth of Matriarchal Prehistory: Why an Invented Past Won't Give Women a Future.  ISBN 0-8070-6793-8
- Finley, M.I. (1962). The World of Odysseus. London. Pelican Books.
- Gimbutas, Marija (1991). "The Language of the Goddess".
- Goldberg, Steven（英语：Steven Goldberg） (1993) Why Men Rule: A Theory of Male Dominance, rev. ed. ISBN 0-8126-9237-3
- Hutton, Ronald（英语：Ronald Hutton） (1993). The Pagan Religions of the Ancient British Isles ISBN 0-631-18946-7
- Lapatin, Kenneth (2002). Mysteries of the Snake Goddess: Art, Desire, and the Forging of History.  ISBN 0-306-81328-9
- Sanday, Peggy Reeves.  (2004). Woman at the Center: Life in a Modern Matriarchy.  Cornell University Press. ISBN 0-8014-8906-7
- Shorrocks, Bryan. (2007). The Biology of African Savannahs. Oxford University Press. ISBN 0-19-857066-X
- Stearns, Peter N. (2000). Gender in World History. New York Routledge. ISBN 0-415-22310-5
- Smith R.T. (2002) Matrifocality, in International encyclopedia of the social and behavioral sciences (eds) Smelser & Baltes, vol 14, pp 9416.
- Sukumar Raman, (2006). "A brief review of the status, distribution and biology of wild Asian elephants Elephas maximus."  International Zoo Yearbook. (40)1; 1-8.
- Yoshamya, Mitjel & Yoshamya, Zyelimer (2005). Gan-Veyan: Neo-Liburnic glossary, grammar, culture, genom. Old-Croatian Archidioms, Monograph I, p. 1 - 1224, Scientific society for Ethnogenesis studies, Zagreb.

## 外部連結
- 蘇聯時代的母權 （页面存档备份，存于）
- 雙重性別經濟概念中的母權 （页面存档备份，存于）
- 女性主義意識的創造：從中古時代到1870年代... Gerda Lerner （页面存档备份，存于）
- 父權的創造... Gerda Lerner （页面存档备份，存于）